# Chile en la Copa Mundial de Fútbol de 1982
La Selección de Chile fue uno de los 24 países participantes de la Copa Mundial de Fútbol de 1982, que se realizó en España.
Chile llegó al Mundial luego de haber ganado el grupo 3 de las clasificatorias sudamericanas (de forma invicta y sin recibir goles) superando a los cuadros de Paraguay y Ecuador. Entre sus jugadores destacaban figuras como Carlos Caszely, Elías Figueroa, Juan Carlos Letelier y un joven Patricio Yáñez, autor de un gol ante Paraguay en Asunción, que significó el primer triunfo en tierras guaraníes.
Tras clasificar al mundial sin mayores dificultades, las expectativas de La Roja quedaron altas. Todos los comentarios expresaban que Chile sería "la gran Sorpresa del Mundial", "Las figuras del mundial", "Entre los cuatros primeros del Mundial". Luis Santibáñez había indicado que veía a su equipo en semifinales, mientras que Elías Figueroa situaba al equipo como candidato al título, junto a Brasil, Argentina, Alemania y España.
Tras el Sorteo, Chile quedó en el grupo B del Mundial, junto a Alemania Federal, Austria y Argelia. En tierras hispanas, la selección chilena completó su peor campaña en Copas del Mundo con 3 derrotas en 3 partidos, convirtiendo 3 goles y recibió 8, terminando en la 22º posición.
Este mundial es tristemente recordado por los hinchas chilenos, no solo por su campaña, sino también por el penal desperdiciado por Carlos Caszely en el partido contra Austria.

## Clasificación

### Grupo 3[2]
| Equipo   | Pts | PJ | PG | PE | PP | GF | GC | Dif |
| -------- | --- | -- | -- | -- | -- | -- | -- | --- |
| Chile    | 7   | 4  | 3  | 1  | 0  | 6  | 0  | 6   |
| Ecuador  | 3   | 4  | 1  | 1  | 2  | 2  | 5  | -3  |
| Paraguay | 2   | 4  | 1  | 0  | 3  | 3  | 6  | -3  |

| Fecha               | Ciudad            | Partido  | Partido              | Partido | Partido              | Partido  |
| ------------------- | ----------------- | -------- | -------------------- | ------- | -------------------- | -------- |
| 24 de mayo de 1981  | Guayaquil         | Ecuador  | Bandera de Ecuador.  | 0:0     | Bandera de Chile.    | Chile    |
| 7 de junio de 1981  | Asunción          | Paraguay | Bandera de Paraguay. | 0:1     | Bandera de Chile.    | Chile    |
| 14 de junio de 1981 | Santiago de Chile | Chile    | Bandera de Chile.    | 2:0     | Bandera de Ecuador.  | Ecuador  |
| 21 de junio de 1981 | Santiago de Chile | Chile    | Bandera de Chile.    | 3:0     | Bandera de Paraguay. | Paraguay |

## Partidos amistosos
| Fecha                | Lugar      |         |                    | Resultado |                                      |                     |
| -------------------- | ---------- | ------- | ------------------ | --------- | ------------------------------------ | ------------------- |
| 5 de julio de 1981   | Santiago   | Chile   | Bandera de Chile   | 1:1       | Bandera de España                    | España              |
| 15 de julio de 1981  | Montevideo | Uruguay | Bandera de Uruguay | 0:0       | Bandera de Chile                     | Chile               |
| 5 de agosto de 1981  | Lima       | Perú    | Bandera de Perú    | 1:2       | Bandera de Chile                     | Chile               |
| 26 de agosto de 1981 | Santiago   | Chile   | Bandera de Chile   | 0:0       | Bandera de Brasil                    | Brasil              |
| 23 de marzo de 1982  | Santiago   | Chile   | Bandera de Chile   | 2:1       | Bandera de Perú                      | Perú                |
| 30 de marzo de 1982  | Lima       | Perú    | Bandera de Perú    | 1:0       | Bandera de Chile                     | Chile               |
| 7 de abril de 1982   | Santiago   | Chile   | Bandera de Chile   | 1:0       |                                      | Defensor            |
| 13 de abril de 1982  | Santiago   | Chile   | Bandera de Chile   | 0:1       |                                      | Botafogo            |
| 20 de abril de 1982  | Santiago   | Chile   | Bandera de Chile   | 5:1       | Bandera de la Ciudad de Buenos Aires | Boca Juniors        |
| 29 de abril de 1982  | Oviedo     | Oviedo  |                    | 0:0       | Bandera de Chile                     | Chile               |
| 13 de mayo de 1982   | Santiago   | Chile   | Bandera de Chile   | 4:0       |                                      | Molenbeek RWD       |
| 15 de mayo de 1982   | Santiago   | Chile   | Bandera de Chile   | 1:1       |                                      | Barcelona           |
| 18 de mayo de 1982   | Santiago   | Chile   | Bandera de Chile   | 2:3       | Bandera de Rumania                   | Rumania             |
| 21 de mayo de 1982   | Santiago   | Chile   | Bandera de Chile   | 1:0       | Bandera de Irlanda                   | Irlanda             |
| 23 de mayo de 1982   | Santiago   | Chile   | Bandera de Chile   | 3:2       |                                      | Paris Saint-Germain |
| 26 de mayo de 1982   | Santiago   | Chile   | Bandera de Chile   | 0:0       |                                      | Inter               |
| 2 de junio de 1982   | Santiago   | Chile   | Bandera de Chile   | 4:1       |                                      | Botafogo            |
| 3 de junio de 1982   | Santiago   | Chile   | Bandera de Chile   | 5:0       |                                      | Cercle Brujas       |

## Plantel[3]
| #  | Región | Nombre                 | Posición      | Club                     |
| -- | ------ | ---------------------- | ------------- | ------------------------ |
| 1  |        | Óscar Wirth            | Portero       | Cobreloa                 |
| 2  |        | Lizardo Garrido        | Defensa       | Colo-Colo                |
| 3  |        | René Valenzuela        | Defensa       | Universidad Católica     |
| 4  |        | Vladimir Bigorra       | Defensa       | Universidad de Chile     |
| 5  |        | Elías Figueroa         | Defensa       | Fort Lauderdale Strikers |
| 6  |        | Rodolfo Dubó           | Mediocampista | Palestino                |
| 7  |        | Eduardo Bonvallet †    | Mediocampista | Universidad Católica     |
| 8  |        | Carlos Rivas           | Mediocampista | Colo-Colo                |
| 9  |        | Juan Carlos Letelier   | Delantero     | Cobreloa                 |
| 10 |        | Mario Soto             | Defensa       | Cobreloa                 |
| 11 |        | Gustavo Moscoso        | Delantero     | Universidad Católica     |
| 12 |        | Marco Antonio Cornez † | Portero       | Palestino                |
| 13 |        | Carlos Caszely         | Delantero     | Colo-Colo                |
| 14 |        | Raúl Ormeño            | Mediocampista | Colo-Colo                |
| 15 |        | Patricio Yáñez         | Delantero     | San Luis de Quillota     |
| 16 |        | Manuel Rojas           | Mediocampista | Universidad Católica     |
| 17 |        | Óscar Rojas            | Defensa       | Colo-Colo                |
| 18 |        | Mario Galindo          | Defensa       | Colo-Colo                |
| 19 |        | Enzo Escobar           | Defensa       | Cobreloa                 |
| 20 |        | Miguel Ángel Neira     | Mediocampista | Universidad Católica     |
| 21 |        | Miguel Ángel Gamboa    | Delantero     | Universidad de Chile     |
| 22 |        | Mario Osbén †          | Portero       | Colo-Colo                |
| DT |        | Luis Santibáñez †      |               |                          |

Prenómina Mundialista.
Los siguientes jugadores formaron parte de la prenómina mundialista de 40 jugadores, mas no conformaron el plantel final.
| Nombre             | Posición      | Club                 |
| ------------------ | ------------- | -------------------- |
| Miguel Ángel Leyes | Arquero       | Universidad Católica |
| Hugo Tabilo        | Defensa       | Cobreloa             |
| Santiago Gatíca    | Defensa       | O'Higgins            |
| René Serrano       | Defensa       | O'Higgins            |
| Héctor Díaz        | Defensa       | Audax Italiano       |
| Juvenal Vargas     | Mediocampista | O'Higgins            |
| Orlando Mondaca    | Mediocampista | Universidad de Chile |
| Víctor Merello     | Mediocampista | Cobreloa             |
| Armando Alarcón    | Mediocampista | Cobreloa             |
| Gino Valentini     | Mediocampista | Universidad Católica |
| Óscar Herrera †    | Delantero     | Naval                |
| Sandrino Castec    | Delantero     | Universidad de Chile |
| Rodrigo Santander  | Delantero     | Colo-Colo            |
| Leonardo Véliz     | Delantero     | O'Higgins            |
| Hugo Úbeda         | Delantero     | Unión Española       |
| Juan Carlos Rojas  | Delantero     | Magallanes           |
| Luis Marcoleta     | Delantero     | Magallanes           |
| Héctor Puebla      | Delantero     | Cobreloa             |

## Participación

### Primera Fase

#### Grupo B
| Equipo           | Pts | PJ | PG | PE | PP | GF | GC | Dif |
| ---------------- | --- | -- | -- | -- | -- | -- | -- | --- |
| Alemania Federal | 4   | 3  | 2  | 0  | 1  | 6  | 3  | 3   |
| Austria          | 4   | 3  | 2  | 0  | 1  | 3  | 1  | 2   |
| Argelia          | 4   | 3  | 2  | 0  | 1  | 5  | 5  | 0   |
| Chile            | 0   | 3  | 0  | 0  | 3  | 3  | 8  | -5  |

#### Chile vs. Austria
En el primer partido, Chile cayó 0:1 ante su similar de Austria. Pese a completar unos primeros 20 minutos de gran nivel, a los 22' Walter Schachner cabeceó el balón en área chilena tras centro de Krauss, derrotando a Mario Osbén. A los 26' Carlos Caszely desborda en área rival, siendo derribado por Krauss, siendo pitado penal. Pese que Miguel Ángel Neira es el designado para patear, Caszely es quien toma la resaponsabilidad, fallando el lanzamiento penal, desviándolo junto al palo derecho del portero austríaco. Luego, Eduardo Bonvallet tuvo una oportunidad de gol, logrando una gran reacción de Koncilia que evitó el empate.
Para el segundo tiempo, se notó una merma física en La Roja, y pese a los cambios de Santibáñez, no se logró el empate. Austria, al contragolpe, forzó dos grandes atajadas de Osbén, y un golpe en el palo de Schachner no permitieron aumentar el resultado en favor de los Austríacos. 

Las crónicas de la época marcaron un partido equilibrado que debió al menos terminar en empate, siendo destacados los rendimientos de Osbén, Yáñez y Moscoso.
| 17 de junio de 1982 | Chile | 0:1 (0:1) | Austria       | Estadio Carlos Tartiere, Oviedo                                    |                                                                    |
|                     |       | Reporte   | 22' Schachner | Asistencia: 22.500 espectadores Árbitro(s): Juan Daniel Cardellino | Asistencia: 22.500 espectadores Árbitro(s): Juan Daniel Cardellino |

| Chile | Chile | Austria | Austria |
| ----- | --- | --- | ------- |
| Chile | Primera Fase (Grupo B), 1ª Fecha 17 de junio de 1982 en Estadio Carlos Tartiere, Oviedo Resultado: 0:1 Asistentes: 22.500 Árbitro: Juan Daniel Cardellino (Uruguay) Reporte                                                                              | Primera Fase (Grupo B), 1ª Fecha 17 de junio de 1982 en Estadio Carlos Tartiere, Oviedo Resultado: 0:1 Asistentes: 22.500 Árbitro: Juan Daniel Cardellino (Uruguay) Reporte                                                                                 | Austria |
| Chile | (22) Mario Osbén · (2) Lizardo Garrido · (3) René Valenzuela · (5) Elías Figueroa · (4) Vladimir Bigorra · (6) Rodolfo Dubó · (7) Eduardo Bonvallet · (20) Miguel Ángel Neira 71' · (15) Patricio Yáñez · (13) Carlos Caszely · (11) Gustavo Moscoso 69' | (1) Friedrich Koncilia · (2) Bernd Krauss · (3) Erich Obermayer · (4) Josef Degeorgi 78' · (5) Bruno Pezzey · (19) Heribert Weber 79' · (6) Roland Hattenberger · (8) Herbert Prohaska · (10) Reinhold Hintermaier · (7) Walter Schachner · (9) Hans Krankl | Austria |
| Chile | Luis Santibáñez | Georg Schmidt | Austria |
| Chile | (21) Miguel Ángel Gamboa 69' · (16) Manuel Rojas 71' | (14) Ernst Baumeister 78' · (18) Gernot Jurtin 79' | Austria |
| Chile | Goles | | Austria |
| Chile | 0:1 22' Walter Schachner | | Austria |
| Chile | Tarjetas amarillas | | Austria |
| Chile | 29' Lizardo Garrido | 12' Josef Degeorgi · 66' Roland Hattenberger | Austria |

#### Alemania vs. Chile
Por la segunda fecha, Chile cae derrotado ante Alemania Federal 1:4. Sin Carlos Caszely en la oncena titular, y con una formación ultradefensiva, Chile aguanta hasta los 9', cuando tras un disparo de Rummenige bajo y débil, directo a las manos del portero Osbén, quien falló de forma estrepitosa, significando la apertura del marcador para los germanos. El resto del primer tiempo se mantuvo el esquema defensivo, hasta que al entretiempo Santibañez dispuso el ingreso de Juan Carlos Letelier por Mario Soto, dejando a Rummenige sin marca personal. 
A los 57', tras un desborde y centro de Littbarski, Rummenige marca su segundo gol. A los 66', completa su hattrick tras una pared a la entrada del área chilena con Felix Magath. A los 83' tras un contragolpe alemán, es Reinders quien anota el cuarto gol. A los 90', tras una lucida acción personal, Gustavo Moscoso anota el descuento chileno.
Se comentó sobre el rendimiento del seleccionado chileno:

«Su fútbol hay que considerarlo ingenuo y trasnochado. Da facilidades y lógicamente, con Alemania no se puede ser generoso».
Diario 16

«Dio tales facilidades atrás, que lo difícil hubiera sido no vencerla con holgura».
As

«El técnico (Luis Santibáñez) jamás escuchó razones y siempre se creyó dueño de la verdad. Le sobró soberbia».
Hernán Godoy

«¡Fracaso!».
El Mercurio

«¡Somos malos y punto!».
La Tercera

«Selección Chilena: el retrato de la decepción».
Estadio

| 20 de junio de 1982 | Alemania Federal                       | 4:1 (1:0) | Chile       | Estadio El Molinón, Gijón                                |                                                          |
|                     | Rummenigge 9', 57', 66' · Reinders 83' | Reporte   | 90' Moscoso | Asistencia: 42.000 espectadores Árbitro(s): Bruno Galler | Asistencia: 42.000 espectadores Árbitro(s): Bruno Galler |

| Alemania Federal | Alemania Federal | Chile | Chile |
| ---------------- | --- | --- | ----- |
| Alemania Federal | Primera Fase (Grupo B), 2ª Fecha 20 de junio de 1982 en Estadio El Molinón, Gijón Resultado: 4:1 Asistentes: 42.000 Árbitro: Bruno Galler (Suiza) Reporte | Primera Fase (Grupo B), 2ª Fecha 20 de junio de 1982 en Estadio El Molinón, Gijón Resultado: 4:1 Asistentes: 42.000 Árbitro: Bruno Galler (Suiza) Reporte                                                                                           | Chile |
| Alemania Federal | (1) Harald Schumacher · (20) Manfred Kaltz · (15) Uli Stielike · (4) Karlheinz Förster · (2) Hans-Peter Briegel · (6) Wolfgang Dremmler · (3) Paul Breitner 61' · (14) Felix Magath · (11) Karl-Heinz Rummenigge · (9) Horst Hrubesch · (7) Pierre Littbarski 79' | (22) Mario Osbén · (3) René Valenzuela · (5) Elías Figueroa · (4) Vladimir Bigorra · (2) Lizardo Garrido · (10) Mario Soto 46' · (16) Manuel Rojas · (6) Rodolfo Dubó · (7) Eduardo Bonvallet · (21) Miguel Ángel Gamboa 66' · (11) Gustavo Moscoso | Chile |
| Alemania Federal | Jupp Derwall | Luis Santibáñez | Chile |
| Alemania Federal | (18) Lothar Matthäus 61' · (13) Uwe Reinders 79' | (9) Juan Carlos Letelier 46' · (20) Miguel Ángel Neira 66' | Chile |
| Alemania Federal | Goles | | Chile |
| Alemania Federal | 1:0 9' Karl-Heinz Rummenigge · 2:0 57' Karl-Heinz Rummenigge · 3:0 66' Karl-Heinz Rummenigge · 4:0 83' Uwe Reinders | · 4:1 90' Gustavo Moscoso | Chile |
| Alemania Federal | Tarjetas amarillas | | Chile |
| Alemania Federal | 11' Rodolfo Dubó · 29' Miguel Ángel Gamboa | | Chile |

#### Argelia vs. Chile
Por la tercera fecha, Chile cayó ante Argelia 2:3. A los 7' Assad marca el primer gol argelino, tras superar con facilidad a la defensa chilena. A los 12' Madjer remata sorprendiendo adelantado a Osben, pero el travesaño salva a La Roja de un segundo gol. Tras dos opciones claras de gol por parte de Bonvallet y Miguel Ángel Neira, y otro palo argelino por parte de Bensaoula, a los 31' Assad marca su segundo gol personal, luego de un remate al arco desviado por Elías Figueroa que descolocó a Osbén. 5 minutos después, Bensaoula marca el tercer gol argelino con un remate desde fuera del área. A los 37', Santibañez sustituye a Eduardo Bonvallet por Mario Soto. Cuando este se acercó a pedirle instrucciones, el entrenador respondió: «¡Cualquier huevá que hagai es mejor que todas las cagadas que se está mandando ese huevon de Bonvallet!».
En el segundo tiempo, con el ingreso de Juan Carlos Letelier y una mejora en la actitud del conjunto chileno, a los '59 el mismo Letelier es derribado en el área argelina siendo Miguel Ángel Neira quien marca el lanzamiento desde el punto penal. Con un Argelia desmejorado físicamente, es Letelier que a los 72' y tras una lucida acción personal, marca el segundo descuento chileno. Tras dos lanzamientos más en los palos por parte de Madjer y Assad, se terminó el partido.

El resultado permitió que el día después, Alemania derrotara 1:0 a Austria, clasificando ambos a la siguiente fase, en un resultado pactado entre ambas selecciones en los que se recuerda como la Desgracia de Gijón o el Pacto del Molinón.
| 24 de junio de 1982 | Argelia                       | 3:2 (3:0) | Chile                           | Estadio Carlos Tartiere, Oviedo                                  |                                                                  |
|                     | Assad 7', 31' · Bensaoula 35' | Reporte   | 59' (pen.) Neira · 73' Letelier | Asistencia: 16.000 espectadores Árbitro(s): Rómulo Méndez Molina | Asistencia: 16.000 espectadores Árbitro(s): Rómulo Méndez Molina |

| Argelia | Argelia | Chile | Chile |
| ------- | --- | --- | ----- |
| Argelia | Primera Fase (Grupo B), 3ª Fecha 17 de junio de 1982 en Estadio Carlos Tartiere, Oviedo Resultado: 3:2 Asistentes: 16.000 Árbitro: Rómulo Méndez Molina (Guatemala) Reporte                                                                         | Primera Fase (Grupo B), 3ª Fecha 17 de junio de 1982 en Estadio Carlos Tartiere, Oviedo Resultado: 3:2 Asistentes: 16.000 Árbitro: Rómulo Méndez Molina (Guatemala) Reporte                                                                             | Chile |
| Argelia | (1) Mehdi Cerbah · (5) Chaabane Merzekane · (12) Salah Larbes · (4) Nordine Kourichi · (2) Mahmoud Guendouz · (8) Ali Fergani · (16) Faouzi Mansouri 75' · (20) Abdelmajid Bourebbou 31' · (11) Rabah Madjer · (9) Tedj Bensaoula · (7) Salah Assad | (22) Mario Osbén · (18) Mario Galindo · (5) Elías Figueroa · (3) René Valenzuela · (4) Vladimir Bigorra · (6) Rodolfo Dubó · (7) Eduardo Bonvallet 37' · (20) Miguel Ángel Neira · (15) Patricio Yáñez · (13) Carlos Caszely 58' · (11) Gustavo Moscoso | Chile |
| Argelia | Rachid Mekhloufi | Luis Santibáñez | Chile |
| Argelia | (13) Hocine Yahi 31' · (15) Mustafa Dahleb 75' | (10) Mario Soto 37' · (9) Juan Carlos Letelier 58' | Chile |
| Argelia | Goles | | Chile |
| Argelia | 1:0 7' Salah Assad · 2:0 31' Salah Assad · 3:0 35' Tedj Bensaoula | · 3:1 59' (pen.) Miguel Ángel Neira · 3:2 73' Juan Carlos Letelier | Chile |
| Argelia | Tarjetas amarillas | | Chile |
| Argelia | Juan Carlos Letelier | | Chile |

## Estadísticas

### Participación de jugadores
| #  | Pos        | Jugador              | PJ (T/S) | Minutos Jugados | Goles recibidos | Atajos | Tarjetas Amarillas | Doble Tarjeta Amarilla y Roja | Tarjetas Rojas |
| -- | ---------- | -------------------- | -------- | --------------- | --------------- | ------ | ------------------ | ----------------------------- | -------------- |
| 1  | Guardameta | Óscar Wirth          | 0        | 0               | 0               | 0      | 0                  | 0                             | 0              |
| 12 | Guardameta | Marco Antonio Cornez | 0        | 0               | 0               | 0      | 0                  | 0                             | 0              |
| 22 | Guardameta | Mario Osbén          | 3(3/0)   | 270'            | 3               | 18     | 0                  | 0                             | 0              |

| #  | Pos            | Jugador              | PJ (T/S) | Minutos Jugados | (P) | Asistencias | Tarjetas Amarillas | Doble Tarjeta Amarilla y Roja | Tarjetas Rojas |
| -- | -------------- | -------------------- | -------- | --------------- | --- | ----------- | ------------------ | ----------------------------- | -------------- |
| 2  | Defensa        | Lizardo Garrido      | 2(2/0)   | 180'            | 0   | 0           | 1                  | 0                             | 0              |
| 3  | Defensa        | René Valenzuela      | 3(3/0)   | 270'            | 0   | 0           | 0                  | 0                             | 0              |
| 4  | Defensa        | Vladimir Bigorra     | 3(3/0)   | 270'            | 0   | 0           | 0                  | 0                             | 0              |
| 5  | Defensa        | Elias Figueroa       | 3(3/0)   | 270'            | 0   | 0           | 0                  | 0                             | 0              |
| 6  | Centrocampista | Rodolfo Dubó         | 3(3/0)   | 270'            | 0   | 0           | 1                  | 0                             | 0              |
| 7  | Centrocampista | Eduardo Bonvallet    | 3(3/0)   | 217'            | 0   | 0           | 0                  | 0                             | 0              |
| 8  | Centrocampista | Carlos Rivas Torres  | 0        | 0               | 0   | 0           | 0                  | 0                             | 0              |
| 9  | Delantero      | Juan Carlos Letelier | 2(0/2)   | 58'             | 1   | 0           | 1                  | 0                             | 0              |
| 10 | Defensa        | Mario Soto Benavides | 2(1/1)   | 98'             | 0   | 0           | 0                  | 0                             | 0              |
| 11 | Delantero      | Gustavo Moscoso      | 3(3/0)   | 249'            | 1   | 1           | 0                  | 0                             | 0              |
| 13 | Delantero      | Carlos Caszely       | 2(2/0)   | 138'            | 0   | 0           | 0                  | 0                             | 0              |
| 14 | Centrocampista | Raúl Ormeño          | 0        | 0               | 0   | 0           | 0                  | 0                             | 0              |
| 15 | Delantero      | Patricio Yáñez       | 2(2/0)   | 180'            | 0   | 0           | 0                  | 0                             | 0              |
| 16 | Centrocampista | Manuel Rojas Zúñiga  | 1(0/1)   | 19'             | 0   | 0           | 0                  | 0                             | 0              |
| 17 | Defensa        | Oscar Vladimir Rojas | 0        | 0               | 0   | 0           | 0                  | 0                             | 0              |
| 18 | Defensa        | Mario Galindo        | 1(1/0)   | 90'             | 0   | 0           | 0                  | 0                             | 0              |
| 19 | Defensa        | Enzo Escobar         | 0        | 0               | 0   | 0           | 0                  | 0                             | 0              |
| 20 | Centrocampista | Miguel Ángel Neira   | 3(2/1)   | 185'            | 1   | 1           | 0                  | 0                             | 0              |
| 21 | Delantero      | Miguel Ángel Gamboa  | 2(1/1)   | 87'             | 0   | 0           | 1                  | 0                             | 0              |

### Goleadores
| Jugador              | Clasificatorias | Copa Mundial | Total |
| -------------------- | --------------- | ------------ | ----- |
| Carlos Rivas         | 2               | 0            | 2     |
| Patricio Yáñez       | 2               | 0            | 2     |
| Miguel Ángel Neira   | 1               | 1            | 2     |
| Gustavo Moscoso      | 0               | 1            | 1     |
| Juan Carlos Letelier | 0               | 1            | 1     |
| Carlos Rivas         | 1               | 0            | 1     |
| Carlos Caszely       | 1               | 0            | 1     |